# Milton Carlos de Oliveira
Milton Carlos de Oliveira (Tubarão, 24 de novembro de 1935) é um advogado e político brasileiro.

## Vida
Filho de Otávio Pedro de Oliveira e de Maria Amábile Corbetta de Oliveira, formou-se em direito. Casou com Filomena Maria Fretta de Oliveira.

## Carreira
Foi deputado à Assembleia Legislativa de Santa Catarina na 7ª legislatura (1971 — 1975) e na 8ª legislatura (1975 — 1979), eleito pela Aliança Renovadora Nacional (ARENA).